# Qu You
Pour les articles homonymes, voir QU.
Œuvres principales
En mouchant la chandelle
Qu You (chinois 瞿佑, pinyin Qú Yòu, Wade-Giles Ch'ü Yu), né à Qiantang (Zhejiang) en 1341, mort en 1427, est un écrivain chinois.

## Biographie
Sa carrière officielle a été médiocre et il a surtout été employé comme précepteur. Réputé en son temps comme poète, certains de ses poèmes lui valent en 1408 d'être envoyé en prison, puis dans un bagne éloigné, dans la province de Suiyuan, pendant dix ans. Il est gracié en 1425, deux en avant de mourir,. Une autre raison de sa condamnation pourrait être son emploi de conseiller de Zhu Su (zh), frère de l'empereur. Ce dernier aurait en effet offensé son frère, et Qu You aurait été condamné avec d'autres conseillers.

## Œuvre
L'œuvre de Qu You a été l'une des plus abondantes du début des Ming. Il est l'auteur de plus de vingt ouvrages dans de multiples genres : poésie, ci, essai en prose, critique littéraire, biographie, fiction...
Connu en son temps pour ses recueils de poèmes (notamment pour ses ballades sentimentales et ses yuefu), c'est toutefois pour son recueil de nouvelles en langue classique (chuanqi), Jiandeng xinhua (zh) (Contes en mouchant la chandelle, 1378) que Qu You est passé à la postérité,. Il a commencé à les écrire sous la dynastie Yuan et les a achevées sous les Ming. Les nouvelles ne circulent d'abord auprès de ses proches, vers 1378, que sous forme manuscrite, et ne sont imprimées que vers 1400.
Le genre du chuanqi, très prisé sous la dynastie Tang (618-907), n’était plus pratiqué lorsque Qu You a écrit son recueil. Il s'est révélé comme un maître du genre en signant un chef-d'œuvre. Reprenant la thématique surnaturelle de certains des anciens chuanqi, Qu You mêle dans son œuvre le rêve, l'érotisme, la cruauté, au travers de rencontres avec des créatures de l'autre monde. Le succès du recueil a été tel qu'il a été interdit en 1442, au prétexte qu'il empêchait les jeunes lettrés de se consacrer à leurs études. À l'origine, le recueil était composé de quarante rouleaux (ou « chapitres ») de cinq histoires chacun, il disparut du vivant même de l'auteur. La version connue actuellement est une édition abrégée de quatre rouleaux, parue en 1421,.
Le recueil de Qu You a inspiré à Li Zhen (1376-1452) une suite de vingt nouvelles, Jiandeng yuhua (Suite aux histoires en mouchant la chandelle), qui connut le même succès. Son recueil, paru sans doute vers 1433, est davantage porté sur les histoires d'amour. Une autre suite est due à Shao Jingchan (Mideng yinhua, En cherchant la lampe), de qualité assez médiocre.
Les nouvelles de Qu You et Li Zhen ont pour cadre temporel la fin de la dynastie des Yuan. Il s'y exprime de façon allusive une virulente critique sociale, contre la guerre, la corruption, les injustices de toutes sortes, sans que la dynastie mongole ne soit visée. Les lecteurs du début des Ming ne pouvaient manquer d'y voir une critique de la nouvelle dynastie, ce qui explique peut-être la mesure d'interdiction prise en 1442. Dans le recuei de Qu You, la nouvelle Linghu se rend en songe aux enfers, dans laquelle les personnages malfaisants sont punis aux enfers, en est un exemple. Dans Le Temple rustique de Yongzhou, un démon, sous forme de serpent blanc à tête rouge, hante les abords d'un temple. Les lecteurs pouvaient y voir une allusion à Zhu Yuanzhang (empereur Hongwu), chef des Turbans rouges et fondateur de la dynastie Ming (le caractère zhu 朱 signifiant en outre « rouge »). Ces leçons de morale sur le monde réel sont contrebalancées par les évocations d'un monde féérique et surtout par la libéralité de l'auteur à l'égard de l'amour et de la sexualité, en complète contradiction avec les valeurs confucéennes promues par l'empereur Hongwu. Ainsi dans ses nouvelles, un homme fait souvent la rencontre d'une femme, sous la forme d'un fantôme, ou parfois sous une forme réelle. C'est par exemple le cas dans la nouvelle Le Pavillon des Parfums-Réunis, où deux sœurs et un homme qu'elles ont séduit font l'amour et échangent des poèmes érotiques nuit après nuit.
Qu You est aussi l’auteur de Xuanhe paipu ("Manuel des jeux de plaquettes [dominos] de l'ère Xuanhe"). C'est le plus ancien manuel de dominos connu.

## Postérité
Interdit en 1442 au motif qu'il pourrait corrompre les esprits, le recueil continue à être lu en cachette jusqu'à la levée de l'interdiction en 1466. Il est alors réimprimé et exerce une grande influence sur les nouvelles postérieures en langue classique, comme celles de Pu Songling, aussi bien que sur les nouvelles en langue vernaculaire.
Qu You et Li Zhen connurent un important succès en Corée puis au Japon : leurs recueils y furent traduits au xviie siècle (notamment par Asai Ryoi en 1666, sous le tire de Togibôko) et ont influencé des écrivains portés au fantastique comme Hayashi Razan ou Ueda Akinari. L'une des nouvelles de Qu You, Les Lanternes-Pivoines, est par la suite passée en Europe, au travers d'une version japonaise, grâce à Lafcadio Hearn, qui en fit une adaptation dans son recueil Kwaidan.

## Traduction
- En mouchant la chandelle : Nouvelles chinoises des Ming  (trad. du chinois par Jacques Dars), Paris, Gallimard, coll. « L'imaginaire », 1986, 219 p. (ISBN 2-07-070561-7)